# Mistrzostwa Świata Par na Żużlu 1977
Mistrzostwa Świata Par 1977 – ósma edycja w historii na żużlu. Wygrała para angielska – Peter Collins i Malcolm Simmons.

## Półfinały

### Pierwszy półfinał
- 12 czerwca 1977 r. (niedziela),  Lonigo
- Awans: 3

| Miejsce | Kraje          | Suma | Zawodnicy                            | Pkt.  | Pkt. bieg. |
| ------- | -------------- | ---- | ------------------------------------ | ----- | ---------- |
| 1       | Szwecja        | 25   | Bernt Persson Anders Michanek        | 14 11 | b.d.       |
| 2       | Nowa Zelandia  | 23   | Ivan Mauger Larry Ross               | 18 5  | b.d.       |
| 3       | Czechosłowacja | 21   | Jan Verner Jiří Štancl               | 12 9  | b.d.       |
| 4       | Polska         | 20   | Edward Jancarz Marek Cieślak         | 12 8  | b.d.       |
| 5       | Włochy         | 17   | Giuseppe Marzotto Francesco Biginato | 10 7  | b.d.       |
| 6       | Węgry          | 11   | Herbert Szerecs Laszlo Meszaros      | 10 1  | b.d.       |
| 7       | Austria        | 9    | Adi Funk Hubert Fischbacher          | 8 1   | b.d.       |

### Drugi półfinał
- 12 czerwca 1977 r. (niedziela),  Pocking
- Awans: 3
- Druga para niemiecka zastąpiła Szkocję, która wycofała się z turnieju.

| Miejsce | Kraje     | Suma | Zawodnicy                    | Pkt.  | Pkt. bieg. |
| ------- | --------- | ---- | ---------------------------- | ----- | ---------- |
| 1       | RFN       | 25   | Egon Müller Hans Wasserman   | 16 9  | b.d.       |
| 2       | Australia | 24   | Billy Sanders Phil Crump     | 14 10 | b.d.       |
| 3       | Finlandia | 212  | Ilka Teromaa Kai Niemi       | 14 7  | b.d.       |
| 4       | Dania     | 18   | Ole Olsen Finn Thomsen       | 12 6  | b.d.       |
| 5       | Holandia  | 17   | Henny Kroeze Henk Steman     | 13 4  | b.d.       |
| 6       | Norwegia  | 10   | Tormod Langli Jan Gravningen | 5     | b.d.       |
| 7       | RFN B     | 9    | Christoph Betzl Fritz Lang   | 7 2   | b.d.       |

## Finał
- 2 lipca 1977 r. (sobota),  Manchester – stadion Belle Vue

| Miejsce | Kraje          | Suma | Zawodnicy                     | Pkt.   | Pkt. bieg. |
| ------- | -------------- | ---- | ----------------------------- | ------ | ---------- |
| 1       | Anglia         | 28   | Peter Collins Malcolm Simmons | 15 13  | b.d.       |
| 2       | Szwecja        | 18+3 | Anders Michanek Bernt Persson | 16+3 2 | b.d.       |
| 3       | RFN            | 18+2 | Egon Müller Hans Wasserman    | 11+2 7 | b.d.       |
| 4       | Czechosłowacja | 17   | Jiří Štancl Jan Verner        | 11 6   | b.d.       |
| 5       | Nowa Zelandia  | 17   | Ivan Mauger Larry Ross        | 16 1   | b.d.       |
| 6       | Finlandia      | 14   | Ilka Teromaa Kai Niemi        | 7      | b.d.       |
| 7       | Australia      | 12   | Phil Crump Billy Sanders      | 10 2   | b.d.       |